# Pontia beckerii
Espèce
Pontia beckerii est une espèce de lépidoptères (papillons) de la famille des Pieridae, de la sous-famille des Pierinae et du genre Pontia.

## Dénomination
Pontia beckerii a été nommé par Edwards en 1871.
Synonyme : Pieris beckerii Edwards, 1871.

### Noms vernaculaires
Pontia beckerii se nomme Becker's White ou Great Basin White ou Sagebrush White en anglais.

## Description
Ce papillon blanc de taille moyenne (son envergure varie de 40 à 55 mm) présente un dessus blanc marqué aux antérieures d'une tache discoïdale noire et de marques grises à l'apex. Le revers est de couleur blanche marqué si largement de vert foncé le long des veines que cela forme des taches aux ailes postérieures et à l'apex des antérieures,.

## Chenille
La chenille, de couleur verte piqueté de petits points noirs, est ornée d'étroites bandes orange.

## Biologie

### Période de vol et hivernation
L'imago vole en plusieurs générations aux États-Unis entre mars et octobre, en uniquement deux génération en mai juin puis en août septembre au Canada,,.

### Plantes hôtes
Les plantes hôtes de sa chenille sont nombreuses : Brassica nigra, Descurainia pinnata, Isomeris arborea, Lepidium perfoliatum, Schoenocrambe linifolia), Sisymbrium altissimum, Thelypodium sagittatum, Stanleya pinnata, Thelypodium laciniatum .

## Écologie et distribution
Il est présent dans l'ouest de l'Amérique du Nord, du Canada en Colombie-Britannique et en Alberta jusqu'au sud de la Californie aux États-Unis. Aux États-Unis il est présent dans l'État de Washington, l'Idaho, l'Oregon, le Montana, le Wyoming, le Nevada, l'Utah, le Colorado, le Nouveau-Mexique, l'Arizona et la Californie.

### Biotope
Il réside sur les vallées sèches des montagnes et dans les canyons.

## Protection
Pas de statut de protection particulier.